# 天道盟松山會
天道盟松山集團，是臺灣三大犯罪組織之一的天道盟旗下的分會。

## 簡介
松山會主要勢力在台北東區一帶；全盛時期在次任會長「他洛」的帶領下，勢力強大，活動範圍涵蓋松山、南港、內湖、汐止、新莊、五股等地區以及雲林縣麥寮、虎尾、土庫、台中、花蓮、嘉義、臺南、高雄等遍及台灣各地。1997年，松山會成立於台北市松山區，組織主體由松山在地的十三個大角頭結盟而成，巔峰期於次任會長「他洛」帶領下迅速擴張地盤。他洛在2006年將會務交接給「阿信」後行事轉趨低調，退居於幕后；整個集團的運作，對外稱為「天道盟松山集團」松山在地角頭十三個莊頭是由阿木古帶頭。阿木古往生阿毛接棒
因整個集團向心力強、人脈金脈豐沛、各分會不乏商界人士、高學歷分子、因此鮮少出現爭議性社會新聞及事件。

## 歷任會長
- 首任：（綽號「扣頭仔」）
- 次任：（綽號「他洛」）
- 第三任：許壬津（綽號「阿信」）
- 第四任：陳信宏「毛董

## 組織
- 會長：陳信宏 綽號「毛董」[2]
- 副會長：毛哥 綽號「小毛董」
- 總組長：何永山 綽號「阿山」

### 分會
- 雲林 總分會會長：王俊程「台西彬」
- 雲林 天螺會會長：張瑞欽[3][4]
- 花蓮 天蓮會會長：綽號「蒙古」
- 台中 天世會會長：綽號「小世」
- 台中 天聯會會長：綽號「小林」
- 台中 松山豹會長：綽號［龍文］
- 新莊 新莊會會長：綽號「小安」
- 嘉義 嘉義會會長：綽號「嘉篁」
- 台南 台南會總會長：「瑞龍」
- 高雄 高雄（南部）總會會長：綽號「大樹鉎」
- 萬華 萬華會會長：綽號 「信全」